# Stalking Gia
Stalking Gia or Tiffany Giardina (Nova Iorque, 4 de novembro de 1993) é uma cantora e  compositora americana.  Sua estréia álbum completo No Average Angel.

## Biografia

### Infância
Tiffany Giardina começou na Broadway com cinco anos, atuando como como Molly no musical Annie, recebendo também como papéis em Peter Pan e The Sound of Music. Atuou ainda em comerciais de TV para a marca "Cheerios" e para a Major League Baseball, além de aparecer em esquetes cômicas do Saturday Night Live e do Late Show com David Letterman. Em 2006, ela participou da 62.ª edição do Columbus Day Parade. Desde a infância, é amiga de Nick Jonas.

### Carreira Musical
Quando Giardina tinha 13 anos, ela assinou contrato com a 785 Records. Seu primeiro álbum We Got Natal saiu em 8 de novembro de 2005. O primeiro single, "Sure Don't Feel Like Christmas", foi lançado nas rádios durante as férias de Natal, e é sobre uma menina cujo pai está na guerra durante o período natalino.
Giardina lançou No Average Angel em 2009. Os temas "No Average Angel" e "Hurry Up and Save Me" fizeram parte da banda sonora do filme Another Cinderella Story e foram lançadas como singles. Ambos vídeoclipes destas músicas foram filmados em Nova Iorque. As primeiras 1000 cópias do álbum veio com um DVD bónus com os dois telediscos.[carece de fontes?] "Hurry Up and Save Me" tornou-se no single mais vendido de Giardina e já vendeu mais de 150 000 unidades digitais.
Em 2014, ela mudou seu nome artístico para Stalking Gia e começou a lançar música de forma independente. Em 2020, ela assinou contrato com a Epic Records e lançou o single "The Kindest Thing" em abril daquele ano. Ela deve lançar um EP intitulado Season 1 no final de 2020.

## Discografia

### Álbuns
| Ano  | Informação | Posições nas paradas de pico | Posições nas paradas de pico | Posições nas paradas de pico |
| Ano  | Informação | Heatseekers dos EUA          | Álbuns independentes         |                              |
| ---- | --- | ---------------------------- | ---------------------------- | ---------------------------- |
| 2006 | We've Got Christmas - Lançamento: 31 de Outubro de 2006 - Gravadora: 785 Records - Formato: CD, digital download | -                            | -                            |                              |
| 2009 | No Average Angel - Lançamento: 20 de Janeiro de 2009 - Gravadora: 785 Records - Formato: CD, digital download    | 8                            | 34                           |                              |

### Singles
| Ano  | Single                           | Album               |
| ---- | -------------------------------- | ------------------- |
| 2006 | "Sure Don't Feel Like Christmas" | We've Got Christmas |
| 2009 | "Hurry Up and Save Me"           | No Average Angel    |
| 2009 | "No Average Angel"               | No Average Angel    |

### Outras participações
- Tinker Bell - "Shine"
- Another Cinderella Story - "Hurry Up and Save Me" and "No Average Angel".
- Barbie: The Princess and the Popstar -  Princessa / Popstar
- Barbie: A Fashion Fairytale - "Life is a Fairytale"